# ジュパニャ
ジュパニャ（クロアチア語: Županja,ハンガリー語: Zsupanya）はクロアチア東部、ヴコヴァル＝スリイェム郡の都市及び基礎自治体である。

## 地勢・交通
ジュパニャはクロアチア東部のスラヴォニア地方に位置し、標高は80mでサヴァ川を挟みボスニア・ヘルツェゴビナと国境を接している。小さな地方であるジュパニスカ・ポサヴィナ地域（županjska Posavina）の中心でもある。ジュパニャは交通の要衝で、A3高速道路によってザグレブやベオグラードと結ばれている。幹線道路のD55号線やヴィンコヴツィからの鉄道も通じている。また、隣国のボスニア・ヘルツェゴビナとはサヴァ川に架かる橋によって結ばれ国境となっている。近隣の町には北側にヴィンコヴツィ、西側にスラヴォンスキ・ブロドがある。ボスニア側の町は南側のクロアチア系住民が多数を占めるオラシエや南東側のブルチコがある。

## 歴史
ジュパニャが最初に言及されたのは1528年にハンガリー王国のラザルース地図で大ザパナブラティア（Zapanablatia）の名であった。村が形成されたのは15世紀のことで、現在のヴコヴァルであるヴコヴォ（Vukovo）に属する西ジュパニエ・ブラトの村々とつながっていた。オスマン帝国から解放されると、オーストリア＝ハンガリー帝国に属する。1884年から1932年までジュパニヤには皮なめしの工場があり、その後都市化が進んだ。1962年から1991年までジュパニャには約50,000人が居住していた。1990年代前半のクロアチア紛争時にはクロアチア勢力側の131ジュパニャ旅団が設立された。紛争中はジュパニヤにはボスニア側からセルビア勢力による1万を超える砲撃がされている。1992年にジュパニャは市の地位を得る。1995年12月31日にボスニア・ヘルツェゴビナの国境管理権が米軍から、NATOの和平履行部隊に移っている。かつて国境地帯（軍政国境地帯 Militärgrenze）を監視していた、オーストリア＝ハンガリー帝国時代の現存する唯一の監視塔があり、博物館になっている。市場町として発展しオーストリア＝ハンガリー帝国時代には鉄道の終点であった。

## 人口
2001年の国勢調査による人口は13,775人で、そのうちクロアチア人は96.45%を占めている。
- クロアチア人 - 96.45%
- セルビア人　- 0.84%
- ボスニア人 - 0.35%
- アルバニア人 - 0.19%
- ハンガリー人 - 0.10%
- その他 - 2.07%

## 出身者
- ダリオ・ジュパリッチ - サッカー選手